# Quyền lực thông minh
Trong quan hệ quốc tế, quyền lực thông minh hay sức mạnh thông minh (tiếng Anh: smart power), theo định nghĩa của triết gia người Mỹ Joseph Nye, là "khả năng kết hợp quyền lực cứng và quyền lực mềm vào một chiến lược mang lại thắng lợi." Theo Chester A. Crocker, Fen Osler Hampson, và Pamela R. Aall, quyền lực thông minh "có liên quan tới chiến lược sử dụng ngoại giao, thuyết phục, xây dựng năng lực và điều khiển các sức mạnh và sự ảnh hưởng trong những con đường đạt hiệu quả cao và có tính chính đáng cả về chính trị lẫn xã hội" –  cốt yếu là tận dụng các sức mạnh quân sự và toàn bộ các kiểu ngoại giao.
Thuật ngữ này được đưa ra sau cuộc tấn công của Mỹ vào Iraq năm 2003 như là một phản ứng lại chính sách đối ngoại ngày càng mang xu hướng tân bảo thủ của tổng thống Mỹ khi này là George W. Bush. Được coi là một phiên bản thứ hai của chính sách của Bush nhưng mang tính tự do hơn, các đề xuất của nó coi trọng các tổ chức quốc tế có vai trò lớn hơn, chống lại chủ nghĩa đơn phương một mình, đối với nước Mỹ. Quyền lực thông minh còn được xem là một lực chọn khác của quyền lực mềm, vì lạm dụng quyền lực mềm có thể khiến Đảng Dân chủ Hoa Kỳ ngày càng xem là yếu đuối. Theo tạp chí Foreign Policy, người ta vẫn đang tranh cãi ai là người phát minh thuật ngữ này, mặc dù tạp chí này ủng hộ Suzanne Nossel, người đã viết một bài báo nhan đề quyền lực thông minh trên tạp chí Foreign Affairs. Trước năm 2004, Joseph Nye đã nhắc tới thuật ngữ này trong cuốn sách của mình là "Soft Power: The Means to Success in World Politics". Một cuốn sách khác phát hành vào năm 2008 của Ted Galen Carpenter là Smart Power: Toward a Prudent Foreign Policy for America. cũng nhắc tới thuật ngữ này.